# لاوسنمسرین اویون-اردین
لاوسنمسرین اویون-اردین (انگلیسی: Luvsannamsrain Oyun-Erdene؛ زادهٔ ۲۹ ژوئن ۱۹۸۰) سیاست‌مدار اهل مغولستان است. وی از ۲۷ ژانویه ۲۰۲۱ تا ۲۰۲۵ نخست‌وزیری این کشور را برعهده دارد. او از سال ۲۰۱۶ تا ۲۰۲۵ سه بار در حوزه  مجلس ایالتی گریت خورال (پارلمان) انتخاب شد. پس از از دست دادن رأی عدم اعتماد در بحبوحه اعتراضات مغولستان در سال ۲۰۲۵، لاوسنمسرین در ۳ ژوئن استعفا داد و تا زمان انتصاب جایگزین، به عنوان سرپرست خدمت کرد.
دولت گریت خورال در ۵ ژوئیه ۲۰۲۴، پس از پیروزی حزب مردم مغولستان در انتخابات پارلمانی ۲۰۲۴ برای سومین دوره، لاوسنمسرین را به عنوان نخست‌وزیر مغولستان مجدداً منصوب کرد. اگرچه حزب مردم مغولستان اکثریت پارلمانی را به دست آورد، لاوسنمسرین تصمیم گرفت یک دولت «ائتلاف بزرگ» با احزاب مخالف تشکیل دهد.
لاوسنمسرین به عنوان نخست‌وزیر، سیاست جدید بهبود اقتصادی را پس از همه‌گیری کووید-۱۹، به عنوان بخشی از طرح توسعه چشم‌انداز ۲۰۵۰ مغولستان، آغاز کرد. او همچنین ئی- مغولستان، یک پلتفرم دولت دیجیتال، اصلاحات قانون اساسی برای گسترش پارلمان و اتخاذ یک سیستم تناسبی با اعضای مختلط را معرفی کرد.
لاوسنمسرین پیش از نخست‌وزیری، از ۲ فوریه ۲۰۱۹ تا ۲۷ ژانویه ۲۰۲۱ وزیر و رئیس دبیرخانه کابینه دولت مغولستان بود.

## تحصیلات
لاوسنمسرین در سال ۲۰۰۸ با مدرک کارشناسی حقوق از دانشگاه ملی مغولستان فارغ‌التحصیل می‌شود. و بعد از آن در سال ۲۰۱۱ از دانشکده علوم اجتماعی دانشگاه ملی مغولستان با مدرک کارشناسی ارشد در رشته علوم سیاسی فارغ‌التحصیل می‌شود. بعدها لاوسنمسرین در سال ۲۰۱۵ با مدرک کارشناسی ارشد در سیاست عمومی از دانشگاه هاروارد فارغ‌التحصیل می‌شود. بعدها نخست‌وزیر وقت خود را در هاروارد به علت کمک به تعلیم او برای حرفه اش در حکومت می‌داند.

## نخست‌وزیر مغولستان
لاوسنمسرین اویون-اردین در ۲۷ ژانویه ۲۰۲۱ به عنوان نخست‌وزیر مغولستان منصوب شد. او در ۳۰ اوت ۲۰۲۲ کابینه خود را ترمیم و وزرای جدید را منصوب کرد. اولویت‌های نخست‌وزیر اویون-اردین به عنوان نخست‌وزیر شامل افزایش نیروی استقلال مغولستان، گسترش پیوندهای مغولستان با سایر نقاط جهان، حمایت از توسعه بلندمدت اقتصاد مغولستان، اصلاح دولت و مقابله با فساد است. او در ۵ ژوئیه ۲۰۲۴، پس از پیروزی حزبش برای سومین دوره در انتخابات ۲۰۲۴، دوباره به عنوان نخست‌وزیر منصوب شد.